# Pavlína Brzáková
Pavlína Brzáková (* 13. března 1972, Městec Králové) je česká publicistka a etnoložka.
Po ukončení gymnázia v Novém Bydžově absolvovala Filozofickou fakultu UK, obor etnologie. V rozmezí let 1991–2001 opakovaně (asi osmkrát) studijně pobývala na Sibiři, věnovala se tamějším původním národům (především Evenkům a Něncům), ve svých knihách popsala jejich mytologii, písně, lovecké zážitky a setkání s duchovními světy. Později se zaměřila na působení šamanů v jihosibiřské republice Tuva. Navštívila též Peru.
Zabývala se také tzv. automatickou kresbou, některé knihy si ilustrovala sama. Jako redaktorka nebo šéfredaktorka prošla řadou časopisů (Regena, Dotek, Literární noviny, Mateřídouška, Regenerace).

## Dílo
- Štěstí tady a teď – monografie herečky Květy Fialové (2009), ISBN 978-80-7281-391-9
- Zákony štěstí – Eminent, 2010
- Helinda a Klekánice – kniha pro děti (2009), ISBN 978-80-86803-15-9
- Ze mě – Cesta blázna a vnitřní svět Jaroslava Duška ilustroval Zbyněk Zenkl ze stacionáře v Soběslavi. Eminent, 2012
- Tvarytmy – kniha napsaná s hercem Jaroslavem Duškem zaznamenává dva hercovy terapeutické pobyty ve tmě. Ilustrovali akademický malíř Dino Čečo a jeho nevidomí žáci z nadace Artevide – Eminent, 2014
- Kryštof ÁDéHáDě – autobiografické vyprávění mámy dvou dětí, z nichž jedno má neurovývojovou poruchou pozornosti s hyperaktivitou, Eminent, 2018

### Etnografické publikace
- Goromomo goroló : vyprávění sibiřskejch Evenků (včetně ilustrací, 1996), ISBN 80-902090-0-9 – kniha oceněná Literární cenou Josefa Hlávky
- Jamtana : vyprávění sibiřskejch Něnců (1997), ISBN 80-902090-1-7
- Stíny na kupecké stezce (2000), ISBN 80-85905-80-9
- Cesta medvěda : mýty, pohádky a příběhy tunguzských Evenků (část přeložila z ruštiny, 2002), 80-7106-515-3
- Modřínová duše : sibiřský cestopis (2004), ISBN 80-7281-194-0
- Dědeček Oge : učení sibiřského šamana (včetně ilustrací, 2004), ISBN 80-7281-171-1
- Až odejdu za horu : ze života sibiřských kočovníků : o šamanech, lidojedech a zapovězených místech (2004), ISBN 80-7281-184-3
- Co přináší vítr : příběhy 5 světadílů (kniha s CD, 2005), ISBN 80-7281-233-5
- Dva světy : učení sibiřského šamana (2008), ISBN 978-80-7281-370-4